# ریباشوینا
ریباشوینا (به صربی: Ribaševina) یک منطقهٔ مسکونی در صربستان است.